# Radim Špaček
Radim Špaček (* 13. října 1973 Ostrava) je český filmový a televizní režisér, příležitostný herec, syn odborníka na etiketu Ladislava Špačka.

## Životopis
Herectví vystudoval na Pražské konzervatoři a režii na FAMU.
Vytvořil hlavní roli ve filmu Karla Kachyni Blázni a děvčátka (1989). Od roku 1991 pracoval na zahraničních koprodukcích jako asistent režie (Swing Kids, Catherine Courage, Il Giovanni Mussolini). Odjel do obleženého Sarajeva, kde v roce 1993 dokončil svůj první celovečerní film Mladí muži poznávají svět. V roce 1995 obdržel Cenu Mezinárodní federace filmových klubů a Cenu ekumenické poroty na MFF v Karlových Varech). FAMU absolvoval pozpátku vyprávěným filmem Rychlé pohyby očí (1998), který získal cenu Plyšový lev za nejméně oblíbený film roku.
Obdržel stipendium německé nadace DAAD na půlroční pobyt v Berlíně, kde vznikl scénář dosud nerealizovaného hraného celovečerního filmu Dobré úmysly. Režijně se pak podílel na dokumentárním filmu Zpráva o stavu světa (2001) natáčeného během zasedání MMF v září 2000 v Praze. Pro Českou televizi režíroval magazín o současném výtvarném umění Artóza, multikulturní magazín Velký vůz a pořad věnovaný alternativní hudbě 60. V období tzv. televizní krize o ní natočil s kameramanem Davidem Čálkem dokument Bezesné noci (2004).
V roce 2004 se stal režisérem seriálu pořadů o společenském chování Etiketa, v roce 2006 stál u zrodu queer magazínu „Q“ pro Českou televizi a na TV Prima režíroval seriál Letiště (2006–2007) nebo pracoval na multikulturním Kosmopolis. V roce 2008 natočil spolu s Miroslavem Bambuškem dokumentární film Efekt přihlížejícího (Bystander Effect), který měl televizní premiéru 30. října 2008 v České televizi. Je též producentem filmu Miroslava Bambuška Jan Hus – mše za tři mrtvé muže (2009).
Dne 4. února 2010 měl premiéru Špačkův celovečerní film Pouta, který režíroval podle původního scénáře Ondřeje Štindla. Film získal pět cen české filmové kritiky (za režii, scénář, hlavní mužskou roli, objev roku a za nejlepší film roku 2010), při udílení cen Český lev získala Pouta rovněž pět ocenění. Radim Špaček získal Českého lva za režii, Pouta za film roku.
Od roku 2003 též každoročně spoluorganizuje Festival bollywoodského filmu.
V letech 2013 a 2014 pracoval s týmem kolem Pout na natáčení nového filmu Místa a režijně se podílel na televizním seriálu ze soudního prostředí Život a doba soudce A. K.
Dne 1. května 2014 byla v pražském uměleckém prostoru MeetFactory uvedena premiéra divadelní hry Milenec podle předlohy izraelského autora Avrahama B. Jehošuy. Byla to první divadelní režie Radima Špačka. Na scéně Divadla v Řeznické režíroval v roce 2016 hru Mikea Bartletta Cock. V březnu 2018 měla premiéru na téže scéně hra Poslední sezení u doktora Freuda britského autora Marka St. Germaina. Setkávají se v ní Sigmund Freud a Clive Staples Lewis. Odehrává se 3. září 1939, kdy vstoupila Británie do 2. světové války.

## Filmografie
- Ve svém bytě bydlím sám (1995), FAMU, 12´, 35 mm
- Mladí muži poznávají svět (1995), Česká televize, 73´, 35 mm
- Bolest (1996), FAMU, 15´, video
- „60“ (1996–7), Česká televize, hudební magazín
- Ceny bez ceny (1997), Česká televize, cyklus Zblízka
- Rychlé pohyby očí (1998)
- Best Before The End (1998), FAMU, 17´, video
- Velký vůz (2000–2005), Česká televize, série TV pořadů
- Upoutávka festivalu Jeden svět (2001), Člověk v tísni, 1´, 35 mm
- Zpráva o stavu světa (2001), Česká televize, 80´, video (spoluautor)
- Artóza (2002, 2004), série TV pořadů
- Etiketa (2004), série TV pořadů
- Bezesné noci (2004), David Čálek & Radim Špaček, NFI
- Kosmopolis (2005–2007), Česká televize, 28´, série TV pořadů
- Q (2007), Česká televize, 26´, série TV pořadů
- Letiště (2006–2007), Filmbrigade, 50´, seriál
- Efekt přihlížejícího (2008), Česká televize, 50´, spolu s Miroslavem Bambuškem
- Jan Hus – mše za tři mrtvé muže (2009), producent
- Přešlapy (2009–2010), Filmbrigade, 50´, seriál
- Pouta (2010), Bionaut Films, 146´, 35 mm
- Místa (2014), Bionaut Films, 35 mm[3]
- Život a doba soudce A. K. (2014), Česká televize, seriál
- Svět pod hlavou (2017), televizní seriál
- Zlatý podraz (2018), film
- Stíny v mlze (2022), televizní seriál
- Lesní vrah (2024), film